# Mary E. Miller

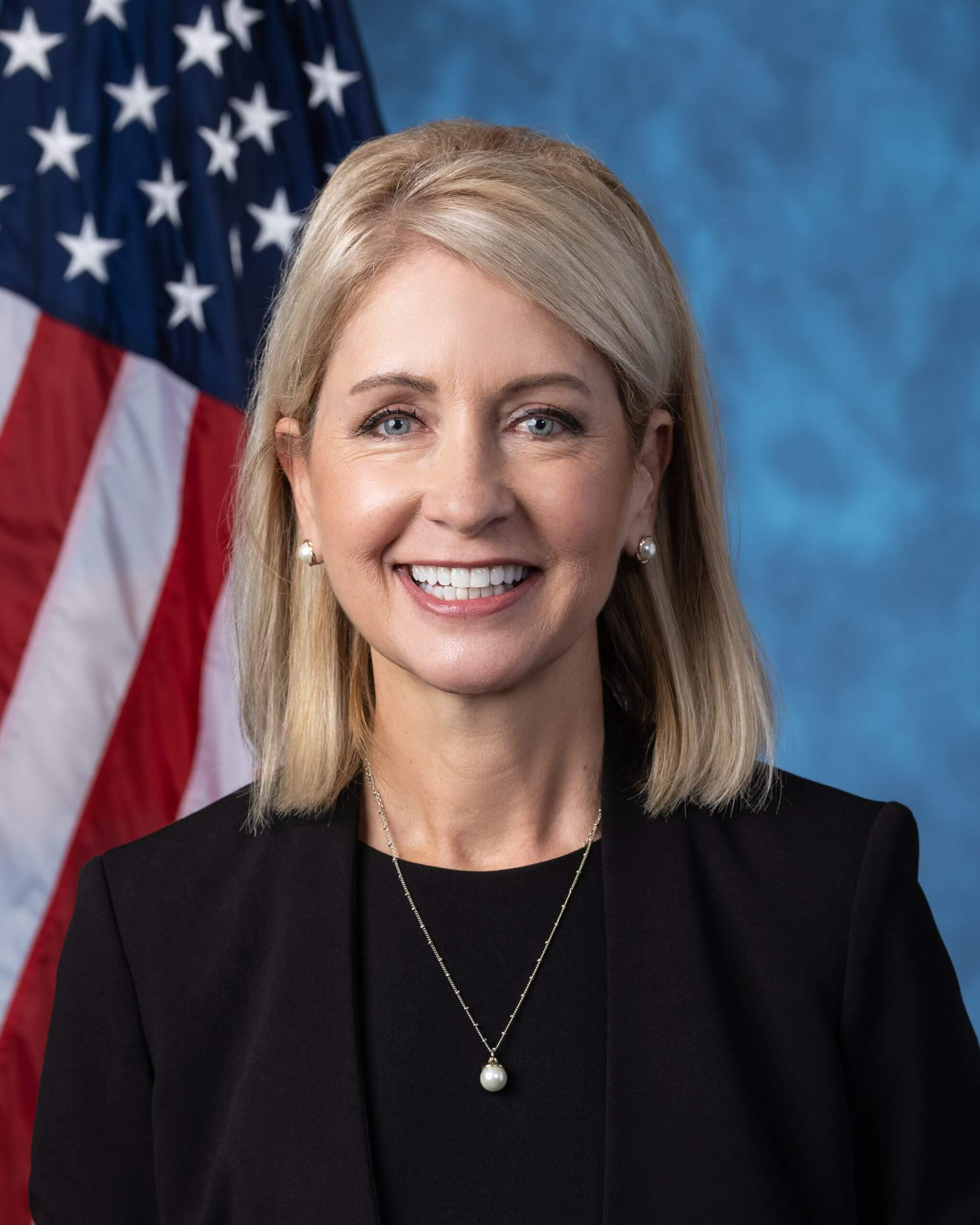
Mary E. Miller (2021)

Mary E. Miller (geb. Meyer; * 7. August 1959 in Oak Park, Cook County, Illinois) ist eine US-amerikanische Politikerin der Republikanischen Partei. Seit Januar 2021 vertritt sie den 15. Distrikt des Bundesstaats Illinois im Repräsentantenhaus der Vereinigten Staaten.

## Privatleben
Geboren in Oak Park, als Tochter von Annette und Harvey Meyer, machte Miller ihren Abschluss an der Naperville Central High School in Naperville, Illinois. Sie erwarb einen Bachelor of Arts in Elementarpädagogik und einen Bachelor of Science in Business Management an der Eastern Illinois University. Sie ist verheiratet mit dem Politiker und Viehfarmer Chris G. Miller. Das Paar hat sieben Kinder und wohnt in Oakland (Illinois).

## Politik
2020 hatte sie ihre Kandidatur zur Nachfolge von John Shimkus im Repräsentantenhaus angekündigt, um die ihrem Vernehmen nach „sozialistische Agenda“ zu bekämpfen, die in den Vereinigten Staaten Überhand nähme, und sich für die Belange von Bauern und Fabrikarbeitern einzusetzen. Es gelang Miller, sich bei der Wahl zum Repräsentantenhaus der Vereinigten Staaten 2020 im 15. Bezirk von Illinois mit 73,5 % gegen ihre demokratische Kontrahentin Erika Weaver durchzusetzen.
Nach ihrer Wahl 2020 mussten die Kongresswahlbezirke in Illinois neu zugeschnitten werden, da der Bundesstaat einen Sitz im Repräsentantenhaus verloren hatte. Sie entschied sich mit der Unterstützung von Donald Trump nun im 15. Kongresswahlbezirk anzutreten. Die Primary (Vorwahl) ihrer Partei des Jahres 2022 am 28. Juni konnte sie gegen ihren republikanischen Amtskollegen, der bisher den 13. Distrikt vertrat, Rodney Davis mit 58 zu 42 % der Stimmen gewinnen. Sie trat dadurch am 8. November 2022 gegen Paul Lange von der Demokratischen Partei an und entschied die Wahl mit 73,4 % der Stimmen für sich. In der Kongresswahl 2024 hatte sie weder bei der Vorwahl, noch in der Hauptwahl am 5. November 2024 einen Gegenkandidaten. Ihre derzeitige Legislaturperiode im 119. Kongress dauert bis zum 3. Januar 2027.

### Ausschüsse und Mitgliedschaften
Miller ist aktuell Mitglied in folgenden Ausschüssen des Repräsentantenhauses:
- Committee on Agriculture
  - Conservation, Research, and Biotechnology
  - General Farm Commodities, Risk Management, and Credit
- Committee on Education and the Workforce
  - Early Childhood, Elementary, and Secondary Education
  - Workforce Protections

Miller ist Mitglied im Freedom Caucus, einer Vereinigung von republikanischen Kongressabgeordneten, die sich dem rechten Flügel der Partei zuordnen.

### Positionen
Sie gilt als laute Unterstützerin des Präsidenten Donald Trump und bezeichnete die Präsidentschaftswahl, die er verloren hatte, als betrugsbehaftet. Am 6. Januar 2021 gehörte sie zu den republikanischen Abgeordneten, die im Rahmen der offiziellen Verkündung des Wahlergebnisses aus dem Electoral College durch den Vizepräsidenten der Vereinigten Staaten, Mike Pence, gegen dieses Einspruch erhoben und den Wahlausgang zugunsten Joe Bidens in den Bundesstaaten Arizona und Pennsylvania bestritten.
Am 5. Januar 2021, zwei Tage nach Antritt ihrer Amtszeit im Repräsentantenhaus, nahm Miller an der „Save America“-Kundgebung teil, die sich als Unterstützerforum von Präsident Donald Trump sah. Dort hielt sie eine vorbereitete Rede vor der konservativen Gruppe „Moms for America“, zitierte darin Adolf Hitler und sagte: „In ein paar Wahlen werden wir immer noch verlieren, wenn wir nicht die Herzen und Köpfe unserer Kinder gewinnen. Das ist die Schlacht. Hitler hatte in einer Sache recht. Er sagte: ‚Wer die Jugend hat, hat die Zukunft‘. Unsere Kinder werden indoktriniert.“
Die Presse und zahlreiche Organisationen reagierten weltweit, indem sie den Kommentar verurteilten, Miller scharf kritisierten und die Abgeordnete zum Rücktritt aufforderten. Öffentliche Erklärungen wurden vom United States Holocaust Memorial Museum, der Anti-Defamation League, dem Jüdischen Weltkongress und mehreren prominenten Personen, darunter Adam Kinzinger und J. B. Pritzker, Gouverneur von Illinois, abgegeben. Der einheitliche Tenor der Kritiker wurde vom Präsidenten des Jüdischen Weltkongresses, Ronald Lauder, folgendermaßen zusammengefasst: „Es ist einfach ungeheuerlich und obszön, wenn jemand Hitler, der den größten Völkermord der Geschichte begangen hat, aus irgendeinem Grund als Vorbild hinstellt. Man mag dies von weißen Rassisten oder Neonazis erwarten, aber die Worte ‚Hitler hatte Recht‘ aus dem Mund eines Mitglieds des US-Kongresses zu hören, ist jenseits jedes akzeptablen Verhaltens.“
Miller reagierte auf die Kritik, indem sie sich für ihre Worte entschuldigte, gleichzeitig jedoch insistierte, falsch verstanden worden zu sein:
„Earlier this week, I spoke to a group of mothers about the importance of faith and guarding our youth from destructive influences. I sincerely apologize for any harm my words caused and regret using a reference to one of the most evil dictators in history to illustrate the dangers that outside influences can have on our youth. This dark history should never be repeated and parents should be proactive to instill what is good, true, right, and noble into their children’s hearts and minds. While some are trying to intentionally twist my words to mean something antithetical to my beliefs, let me be clear: I'm passionately pro-Israel and I will always be a strong advocate and ally of the Jewish community. [...].“
Deutsch:
„Diese Woche sprach ich mit einer Gruppe von Müttern über die Bedeutung des Glaubens und den Schutz unserer Jugend vor zerstörerischen Einflüssen. Ich entschuldige mich aufrichtig für jeglichen Schaden, den meine Worte angerichtet haben, und bedaure, einen Hinweis auf einen der bösartigsten Diktatoren der Geschichte verwendet zu haben, um die Gefahren zu veranschaulichen, die äußere Einflüsse auf unsere Jugend haben können. Diese düstere Geschichte sollte sich niemals wiederholen, und Eltern sollten proaktiv sein, um das Gute, Wahre, Richtige und Edle in die Herzen und Gedanken ihrer Kinder einzupflanzen. Während einige versuchen, meine Worte absichtlich so zu verdrehen, dass sie etwas meinen, was gegen meine Überzeugungen spricht, möchte ich klarstellen: Ich bin leidenschaftlich pro-israelisch und werde immer ein starker Verfechter und Verbündeter der jüdischen Gemeinde sein. [...].“
Nachdem 2022 mit Dobbs v. Jackson Women’s Health Organization das mit Roe v. Wade festgestellte Recht auf Schwangerschaftsabbruch aufgehoben worden war, bezeichnete sie es auf einer Wahlkampfveranstaltung als „Sieg für weißes Leben“. Ihr Wahlkampfteam teilte späterer mit, dass sie einen Sieg für das Leben gemeint habe.
Im Rahmen ihres Amts als Abgeordnete im Repräsentantenhaus der Vereinigten Staaten positionierte sich Miller unter anderem dafür, das Geschlecht einer Person gesetzlich als „allein von der reproduktiven Fähigkeit einer Person und ihrer genetischen Gegebenheiten zum Zeitpunkt der Geburt bestimmt“ festzulegen, um transgeschlechtliche Personen auf diese Weise im Zugang zu geschlechtergetrennten öffentlichen sowie schulischen Bedürfnisanstalten oder Sportmannschaften einzuschränken. Sie sprach sich gegen die Verurteilung des Militärputsches in Myanmar, gegen die Verleihung der Goldmedaille des Kongresses an die Polizeibeamten, die während des Sturms auf das Kapitol in Washington von Unterstützern des abgewählten Präsidenten ihren Dienst taten, und gegen eine Gesetzesnovelle, die im Falle eines Krieges die Einberufung von Frauen für den Militärdienst zur Folge gehabt hätte, aus. Im Juni 2025 wurde sie parteiübergreifend verurteilt, als sie auf X einen Sikh-Granthi zunächst als Muslim bezeichnete und ihm das Recht abstract das Morgengebet im Repräsentantenhaus zu sprechen. Die Vereinigten Staaten seien als christliche Nation gegründet worden, so Miller.